# Bandırma Air Base

i8
i11
i13
Die Bandırma Air Base (türkisch Bandırma Hava Üssü) ist ein militärisch genutzter Flugplatz Fhafennahe der Stadt Bandırma in der Türkei.
Der Flughafen wird als Militärflugplatz durch die türkischen Luftstreitkräfte genutzt. Sie haben hier einige Flugverbände stationiert. Zu den flugbetrieblichen Anlagen gehören neben der befestigten Start- und Landebahn, welche jedoch nicht über ein Instrumentenlandesystem verfügt, und dem Rollwegsystem zahlreiche Hangars und verschiedene militärische Anlagen. Es besteht kein Nachtflugverbot, sodass der Flughafen 24 Stunden am Tag in Betrieb ist.
Zivilluftverkehr ist in Bandırma möglich, derzeit landen aber lediglich selten Privatflugzeuge. Linienflüge gibt es nicht.

## Zwischenfälle
- Am 24. Juli 1959 flog eine Nord Noratlas 2501D der Luftwaffe mit dem Luftfahrzeugkennzeichen GA+243 auf einem Einsatzflug in der Türkei in einen 550 Meter hohen Berg, 18 Kilometer nordwestlich des Startflugplatzes Bandırma Air Base. Alle sechs Besatzungsmitglieder kamen ums Leben. Die Maschine gehörte zum LTG 61.[1]

- Am 28. Juni 1962 verunglückte eine Douglas DC-3/C-47A-20-DL der türkischen Türk Hava Yollari – THY (heute Turkish Airlines) (TC-EFE) im Anflug auf die Bandırma Air Base. Die Maschine kam vom Flughafen Çanakkale. Alle drei Besatzungsmitglieder, die einzigen Insassen, überlebten den Unfall.[2]